# Virtueller Chor
Ein virtueller Chor ist die Darbietung eines Musikstückes durch eine Gruppe von Personen über das Internet. Dabei findet die Aufführung nicht live statt, sondern Videos und deren Tonspuren werden zu einem Endprodukt zusammengefügt. Bekanntestes Beispiel sind die Projekte von Eric Whitacre. 
Umgesetzt wurden bisher u. a. Lux Aurumque, ein Werk, das 185 Stimmen aus zwölf Ländern vereint, und Sleep, für das 2052 Internetnutzer aus 58 Ländern Aufnahmen eingesandt hatten.

## Virtual Choir 1.0:Lux Aurumque
Eric Whitacre fungierte als virtueller Dirigent und spielte das Klavier ein. Videoproduzent und Musiker Scott Haines übernahm den Schnitt. Das fertige Video wurde am 11. Juli 2009 auf YouTube veröffentlicht. Die Idee kam dem Komponisten und Dirigenten Whitacre, als Britlin Losee, ein Fan, ein Video bei YouTube einstellte, in dem sie den Soprano-Part seines Sleep sang. Wenn man nun 100 Leute, die ihre jeweiligen Parts singen, zusammenfassen würde, dann hätte man etwas völlig Neuartiges, einen virtuellen Chor. Whitacre forderte also seine Fans auf, Beiträge einzusenden. Vorlage sollte eine Aufführung von Sleep durch den Britischen Chor Polyphony sein. Das Video wurde ein großer Erfolg. Eric Whitacre traf Scott Haines nur ein einziges Mal persönlich und 99 % des virtuellen Chores gar nicht.

## Virtual Choir 2.0:Sleep
Das beeindruckende Ergebnis bewog Whitacre, ein weiteres Projekt anzugehen. Diesmal mit dem Stück Sleep und noch mehr Beteiligung. Das Ergebnis wurde am 21. März 2010 veröffentlicht.

## Virtual Choir 3.0:Water Night
Das dritte Projekt Water Night wurde am 2. April 2012 im Lincoln Center in New York City uraufgeführt. Es setzt sich zusammen aus 3.746 Videos von 2.945 Sängern aus 73 Ländern.